# Gasparia kaiangaroa
Gasparia kaiangaroa là một loài nhện trong họ Toxopidae.
Loài này thuộc chi Gasparia. Gasparia kaiangaroa được miêu tả năm 1970 bởi Raymond Robert Forster.